# ديمانتويد
الديمانتويد هو مجموعة متنوعة من الأحجار الكريمة الخضراء لمعدن الأندرديت، وهو من معادن العقيق. الأندرديت هو عقيق غني بالكالسيوم والحديد. الصيغة الكيميائية هي Ca 3 Fe 2 (SiO 4) 3 مع إضافة الكروم يكتسبب الديمانتويد لونة الأخضر. والحديد هو سبب الأصفر في الديمانتويد. يطلق علية الزبرجد الزيتوني ، والزمرد الأورالي وهو تسمية خاطئة.
في عام 2003 تقريبًا، بدأت التقارير في الانتشار في التجارة بأن بعض العقيق الروسي الديمانتوي يتعرض بشكل روتيني للمعالجة الحرارية من أجل تحسين لونها. يُعتقد أن مثل هذا العلاج يتم إجراؤه في درجات حرارة منخفضة نسبيًا ولا يُعتقد أنه يمكن اكتشافه عن طريق اختبار الأحجار الكريمة.

## التاريخ
على الرغم من أن العقيق معروف منذ العصور القديمة، إلا أنه لم يتم اكتشاف نوع الديمانتويد حتى عام 1868 في جبال الأورال الغربية لروسيا. كان الاكتشاف عبارة عن رواسب طينية على بعد حوالي 110 كيلومترات من يكاترينبورغ، على طول نهر بوبروفكا، بالقرب من قرية إليزافيتينسكوي. فقد فوجئ عمال المناجم على الفور بالطبيعة شديدة الانكسار لمادة الأحجار الكريمة، وهو أمر غير معتاد بالنسبة للعقيق. بدأوا بمقارنته بالماس وأشاروا إليه بـ "demantoid"، من كلمة " demant " الفرنسية، والتي تعني الماس. ولهذا أعنقدوا أنه ماس أخر بسبب تألقه العالي.
لاحقا تم الاكتشاف الثاني 75 كم. إلى الجنوب من إيكاترينبورغ، على نهري تشوسوفايا وكريسوليتكا جنوب غرب قرية بولدينفايا. فتم العثور على الرواسب أيضًا تحت الأرض حتى عمق 3 أمتار في غشاء الديمانتويد. نظرًا لامتلاكه لونًا أخضر غير عادي وتشتت أكبر من لون الماس، صنع بيتر كارل فابرجيه المشهور المجوهرات في روسيا الشيوعية وأضاف لها الديمانتويد وسرعان ما أصبح الحجر الكريم ثمينًا ومكلفًا.
في السبعينيات والثمانينيات تم العثور على المزيد من الحجارة في نهر بوبروفكا. حدث اكتشاف جديد مهم للديمانتويد والأندراديت في ناميبيا في عام 1996 فيما يُعرف الآن بمنجم «التنين الأخضر».
بالإضافة إلى روسيا وناميبيا، بوجد أيضًا الديمانتويد في بعض الأماكن الأخرى، بما في ذلك إيطاليا، وإيران (كرمان)، وأفغانستان.
في عام 2009، تم اكتشاف عقيق الديمانتويد والأندراديت في مدغشقر.

## مظهر خارجي
الديمانتويد هو النوع الأخضر من عقيق الأندراديت،  لذا فإن الديمانتويد دائمًا ما يكون أخضر بشكل أساسي، لكن الظل الدقيق يتراوح من اللون الأخضر المصفر القوي إلى لون الزمرد تقريبًا. بعض الحجارة لها ميل للون البني بسبب الحديد. يتشتت الحجر (0.057) بشكل غير عادي، وغالبًا ما يكون مرئيًا على أنه «نار» (ومضات ضوئية بلون قوس قزح)، وللديمانتويد معامل انكسار مرتفع من 1.80 إلى 1.89.
أحجار الديمانتويد صغيرة بشكل عام، أقل من قيراط وما يزيد عن 2 قيراط نادرة. وما يزيد وزنها عن 3 قيراط نادرة جدًا. تعتبر الأحجار ذات اللون الأخضر ذات قيمة أعلي بشكل عام.

## ذيل الحصان
غالبًا ما يحتوي الديمانتويد الروسي على شوائب من الكريسوتيل،   وهو نوع من الأسبست. تشع هذه الألياف من بلورة صغيرة جدًا من الكروميت. هذه الشوائب عبارة عن خيوط ذهبية ريشية تميل إلى الانحناء وتشبه ذيل الحصان، وبالتالي يشار إليها باسم شوائب ذيل الحصان. في علم الأحجار الكريمة، يعتبر وجود مثل هذه الشوائب بمثابة «تشخيصي» للديمانتويد الطبيعي (أي أن هذه الشوائب غير موجودة في أي حجر كريم أخضر آخر).    يُعتقد أن البنية المجهرية لبعض الديمانتويدات تتأثر بوجود «ذيل الحصان» (عادةً ما ينشأ «ذيل الحصان» باتجاه مركز العقدة، حيث تتفرع الألياف إلى السطح وتشع باتجاه السطح).

## روابط خارجية
- قاعدة بيانات المعادن مع بيانات الموقع
- صالات العرض المعدنية